# Klaus Schmid-Burgk
Klaus Schmid-Burgk (* 22. Juli 1913 in Weimar; † 8. März 1984 in Hamburg) war ein deutscher Jurist und Politiker (CDU).

## Leben und Beruf

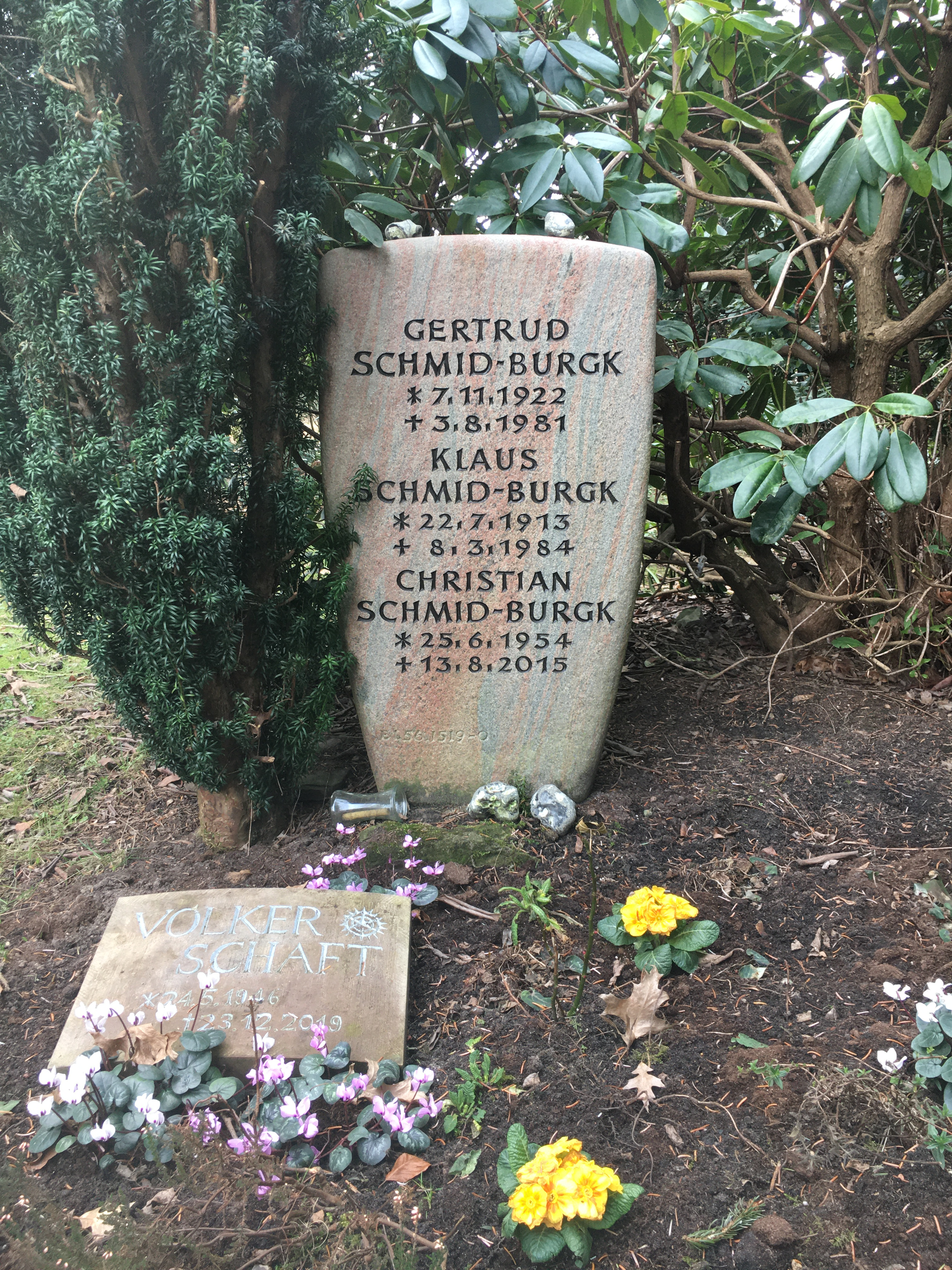
Grabstätte auf dem Friedhof Ohlsdorf

Nach dem Abitur 1931 am Gymnasium in Weimar nahm Schmid-Burgk ein Studium der Rechts- und Wirtschaftswissenschaften auf, das er 1935 mit der Promotion zum Dr. jur. und 1939 mit dem zweiten juristischen Staatsexamen beendete. Anschließend war er wissenschaftlicher Assistent an den Universitäten in Jena und Berlin. Er hatte von 1939 bis 1947 Tätigkeiten in Weimarer Wirtschaftsorganisationen und Industrieunternehmen inne, war seit 1947 als Syndikus bei der Industrie- und Handelskammer in Hamburg beschäftigt.
Klaus Schmid-Burgk verstarb im Alter von 70 Jahren in Hamburg und wurde auf dem dortigen Friedhof Ohlsdorf beigesetzt. Die Grabstätte liegt südlich der Mittelallee im Planquadrat Bl 56. Er ist nicht zu verwechseln mit seinem Neffen Klaus Schmid-Burgk, der als Anwalt in einer internationalen Anwaltskanzlei tätig ist.

## Abgeordneter
Schmid-Burgk war von 1961 bis 1966 Mitglied der Hamburgischen Bürgerschaft. Dem Deutschen Bundestag gehörte er von 1965 bis 1972 an. Er war in beiden Wahlperioden über die Landesliste Hamburg ins Parlament eingezogen.